# 分水墩遺址
分水墩遺址是浙江省湖州市第一批市級文物保護點之一，位於織裡鎮軋村東、方橋南，東緊靠過渡漾，南有通往軋村的小河。
分水墩遺址屬商周時期。遺址出土文物證明，在3500年前已經有人類在這里活動。